# Језички-оријентисано програмирање
Језик-оријентисано програмирање (ЈОП) је стил рачунарског програмирања у којој, уместо решавања проблема у програмским језицима опште намене, програмер ствара један или више домена специфичних језика прво за проблем, и решава проблем у тим језицима. Овај концепт је детаљно описано у новинама Мартина Варда под називом "Језик оријентисано програмирање", који је објављен у Софтверу - концепати и алати, Вол.15, Но.4, пп 147-161, 1994, и у чланку Сергеја Дмитрива под називом "Језик оријентисано програмирање: Следеће парадигме програмирања".

## Концепт
Концепт језик оријентисаног програмирања узима приступ да заузме захтеве у погледу корисника, а затим да покуша да направи језик имплементације, као изоморфна могућност да се опише корисник, тако да је мапирање између захтева и спровођења могуће.
Мера блискости овог изоморфизма је "редунданса" језика, дефинисана као број за уређивање операција потребних за спровођење самосталне промене у захтевима. То није преузела a-priori  што је најбољи језик за имплементацију новог језика. Уместо тога, инвеститор може бирати између опција насталих из анализа података тка - које информације се стичу, шта је његова структура, када се стиче, од кога и шта се ради са њим.

## Постојеће имплементације
- Форт
- LayerD
- Lisp macros
- ASF+SDF Meta-Environment Архивирано на веб-сајту  (24. фебруар 2021)
- Nemerle макрои
- Мета програмирање систем ЈетБраинса
- openArchitectureWare
- REBOL
- RascalMPL
- Spoofax/IMP
- Whole Platform
- XL